# Weston, Ohio
Weston là một làng thuộc quận Cuyahoga, tiểu bang Ohio, Hoa Kỳ. Năm 2010, dân số của làng này là 1590 người.